# Девон (порноактриса)
Девон (англ. Devon; род. 28 марта 1977, Аллентаун, Пенсильвания) — американская порноактриса и танцовщица.

## Биография
В детстве мечтала стать гимнасткой, однако из-за своего роста в гимнастике не смогла себя проявить. Первые шаги в порноиндустрии в возрасте 19 лет Девон начались с экзотических стрип-танцев в клубах родной Пенсильвании. За это время Девон обзавелась множеством знакомств, а также получала выгодные предложения от модельных агентств. В 1998 году Девон переезжает в Калифорнию и заключает контракт с Penthouse, и в этом же году дебютирует в New Breed. После своего дебюта, Девон заключает контракт с Vivid Entertainment и даёт фоторепортаж для мужского журнала Stuff. В январе 2001 года получает звание «Киска месяца» от журнала Penthouse, параллельно работает для студии Vivid Entertainment.
После контракта с Vivid Entertainment, Девон подписала контракт с Digital Playground. В 2004 году Девон появились в первом в истории WMV-HD DVD порнофильме Island Fever 3, съёмки которого проходили на Таити и Бора-Бора. Девон выступала с более чем 35 мужчин звезд и её первая и единственная анальная сцена была в 2005 году в фильме Intoxicated.
31 июля 2005 года она появилась в роли самой себя в сериале Entourage, в 9 эпизоде («I Love You Too») 2 сезона. В том же году она снялась в порнофильме Pirates. Девон также появлялась на MTV, Pimp My Ride.
Девон покинула Digital Playground в сентябре 2005 года. В январе 2006 года она подписала контракт с новой компанией Ecstasy Mobile. В марте 2006 года она подписала контракт со студией Black Kat Productions, которая не выпустила ни одного фильма с Девон. После этого актриса создаёт собственную продюсерскую компанию. В октябре 2006 года она подписала контракт с Shane’s World. В апреле 2007 состоялся её режиссёрский дебют в Shane’s World, который получил название Devon Does Baja, однако это сотрудничество длилось не долго.
В 2010 году Девон попала в Adult Video News Hall of Fame.
По данным на 2022 год, Девон снялась в 199 порнофильмах, сценах и компиляциях.

## Факты

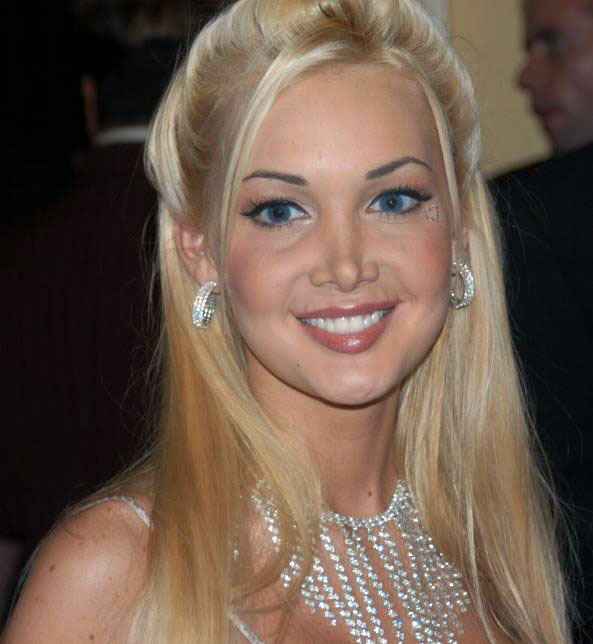
Девон на церемонии вручения AVN Awards, 2005 год

Имеет татуировку в виде бабочки на животе и татуировку на левой лодыжке, а также тату в виде креста на правом плече.

## Награды
- Penthouse Pet, январь 2001
- AVN’s «Лучший интерактивный DVD» 2001 (за Virtual Sex with Devon).
- Empire «Лучший интерактивный DVD» 2001 (за Virtual Sex with Devon).
- AFW «Лучший интерактивный DVD» 2001 (за Virtual Sex with Devon).
- AVN’s «Best HD Production» 2005 (за Island Fever 3).
- Nightmoves «Best Video Award» (за Devon Stripped).
- 2010 Зал славы AVN[4]
- 2018 Зал славы XRCO

## Фильмография
- 1997 — Daily Nudes
- 1997 — Hayride Honeys
- 1998 — Country Comfort
- 1998 — Blondage: Extreme Close-up 4
- 1998 — New Breed
- 1999 — Blondage 3/ Блонд-рабство 3
- 1999 — Blown Away [Vivid]
- 1999 — Devil’s Blackjack / Дьявольское очко
- 1999 — If Looks Could Kill
- 1999 — Into The Night / В Ночи
- 1999 — On The Street / На улице
- 1999 — Picture This
- 1999 — Three / Трое
- 1999 — Watcher / Наблюдатель
- 2000 — Commercial World
- 2000 — Diary Of Desire
- 2000 — Eve’s Gift / Рождественский подарок
- 2000 — Jules Jordan Rosebud Ass Master Rosebud
- 2000 — Little Nymphs
- 2000 — One For The Road
- 2000 — Pinup
- 2000 — Sex And The Stranger
- 2000 — Tonight / Сегодня вечером
- 2000 — Where The Boys Aren’t 12 / Там, где нет мальчиков 12
- 2000 — Where The Boys Aren’t 13 / Там, где нет мальчиков 13
- 2001 — Dayton: Extreme Close-Up
- 2001 — Dayton’s Secret Paradise / Тайный рай Дэйтон
- 2001 — Deep Inside / Глубоко внутри
- 2001 — Devon The Lost Footage / Девон: потерянная плёнка
- 2001 — Dripping Fucking Wet 5: Krazy In Kauai
- 2001 — Dreams
- 2001 — Haven’s Magic Touch 3
- 2001 — How To Marry A Millionaire
- 2001 — Immortal / Бессмертная- Вечная любовь
- 2001 — Nice Neighbors / Хорошие Соседи
- 2001 — Perfect Pink 10: In Hawaii
- 2001 — Room Servicing/Обслуживание номеров
- 2001 — Sky: Extreme Close-Up
- 2001 — Sex Sells: Especially on TV
- 2001 — Teachers Pet / Любимицы учителей
- 2001 — Valley of the Valets
- 2001 — Virtual Sex With Devon / Виртуальный секс с Девон
- 2001 — Best of Devon / Лучшее от Девон
- 2002 — Barfly / Пьянь
- 2002 — Best Of Perfect Pink Again
- 2002 — Eye Spy Devon / Подглядываем за Девон
- 2002 — Fluffy Cumsalot, Porn Star/Сценические имена порно-звёзд
- 2002 — For Love Or Money / Любовь или деньги
- 2002 — Rush / Погоня
- 2002 — Stripped / Обнажённая
- 2002 — Young Cassidey
- 2002 — Young Devon / Молодая Девон
- 2003 — 10 Magnificent Blondes / 10 самых зачётных блондинок-порнозвезд
- 2003 — 3 The Hard Way
- 2003 — Adult Video News Awards 2003
- 2003 — All At Once / Неожиданно
- 2003 — Eager Beavers
- 2003 — Four Play
- 2003 — Island Fever 2 / Лихорадка На Острове 2
- 2003 — No Limits / Не зная предела
- 2003 — Under Contract Devon / Девон по контракту
- 2004 — 100 % Blowjobs 30
- 2004 — 100 % Foursomes
- 2004 — 100 % Outdoor Fun 2
- 2004 — About Face!
- 2004 — Devon: Erotique / Девон: Эротик
- 2004 — In Aphrodite
- 2004 — Island Fever 3 / Лихорадка на острове 3
- 2004 — Jack’s Playground 13 / Игровая площадка Джека
- 2004 — Matrix Pornstars
- 2005 — 2005 Avn Awards Show / Церемония вручения Порно-Оскаров 2005
- 2005 — Centerfold Fetish
- 2005 — Devon: Decadence / Девонский Упадок
- 2005 — Intoxicated / Опьянённый
- 2005 — Jack’s My First Porn 2 / Моё первое порно 2
- 2005 — Jack’s Playground 31 / Детская площадка Джека 31
- 2005 — Jack’s Teen America 5 / Молодёжная Америка Джека: Миссия 5
- 2005 — Les’be Friends
- 2005 — Pirates / Пираты
- 2006 — Devon Sandwich
- 2007 — Devon Does Baja / Девон делает Байю
- 2007 — Jack’s Playground 33 / Детская площадка Джека 33
- 2007 — Trophy Wives
- 2008 — Casey Parkers California Dreamin / Казей Паркерс Калифорнийский Дримин
- 2008 — Club Devon / Клуб Девон
- 2008 — Devon Is Girl Crazy / Девон — Сумасшедшая Девка
- 2008 — Remodeled / Реконструированный
- 2013 — Pure MILF 4
- 2013 — Milfs Illustrated
- 2013 — Real Wife Stories: Devon
- 2014 — Silhouette